# Backstreet Boys
I Backstreet Boys sono un gruppo musicale pop statunitense formato a Orlando, Florida, nel 1993 e composto da Nick Carter, Howie Dorough, Brian Littrell, AJ McLean e Kevin Richardson.
Riconosciuti come icone della musica pop e boyband più amata su scala mondiale di fine anni novanta e primi anni duemila, ottennero grande fama dapprima in Europa e Canada con l'album di debutto Backstreet Boys del 1996 e successivamente negli Stati Uniti e nel resto del mondo con l'album Backstreet's Back del 1997, trainato dai singoli Everybody e As Long as You Love Me. La consacrazione a popstar a livello globale arrivò nel 1999 con l'album Millennium portato al successo dal singolo I Want It That Way e nel 2000 con l'album Black & Blue.
Dopo due anni di pausa dedicati alle carriere da solisti, il gruppo ritornò nel 2005 con l'album Never Gone. Il 23 giugno 2006 Kevin Richardson lasciò il gruppo per seguire altri interessi. I Backstreet Boys pubblicarono in seguito, come quartetto, i due album Unbreakable (2007) e This Is Us (2009).
Nel 2012, annunciarono il ritorno di Richardson e nel 2013, festeggiarono i primi venti anni di carriera, pubblicando il loro primo album indipendente In a World like This. A gennaio 2015, pubblicarono il loro film-documentario dal titolo Backstreet Boys: Show 'Em What You're Made Of. Il 17 maggio 2018, nel 25º anno di attività, ritornano col singolo Don't Go Breaking My Heart dell'album DNA pubblicato nel 2019.
Per il loro considerevole successo internazionale, i Backstreet Boys sono stati eletti da Billboard e Rolling Stone come la più grande ed iconica boyband di tutti i tempi. Hanno infatti venduto più di 130 milioni di dischi in tutto il mondo, diventando così la prima boyband della storia per record di vendite e sono annoverati tra gli artisti con il maggior numero di vendite. Sono l'unica boyband e il secondo gruppo (dopo i Sade) a vantare 10 album nella Top 10 della classifica statunitense Billboard 200, di cui 3 alla posizione n. 1. Hanno piazzato 18 singoli nella Top 40 della classifica Billboard Hot 100, 16 singoli nella Top 10 inglese e sono presenti attualmente da più di 22 anni nella Pop Songs airplay di Billboard. Hanno ottenuto 9 nomination ai Grammy Awards e vinto numerosi premi. Il 22 aprile 2013, sono stati onorati con la stella sulla Hollywood Walk of Fame.

## Storia

### Inizi, debutto e successo in Europa:Backstreet Boys(1993–1996)
Ispirato dal successo dalla band anni 80 dei New Kids on the Block, il manager Lou Pearlman volle creare una propria boyband. Così, dopo varie audizioni ad Orlando tra il 1992 e il 1993, trovò Nick Carter, di 12 anni, Howie Dorough, di 19 anni, e AJ McLean, di 14 anni. A seguito dell'abbandono di due membri (Sam Licata e Charles Edwards), Kevin Richardson, di 21 anni, originario di Lexington nel Kentucky, entrò nel gruppo nel marzo 1993. La formazione definitiva nacque il 20 aprile 1993, quando si unì Brian Littrell, di 18 anni, anche lui di Lexington, invitato telefonicamente dal cugino, dopo averlo proposto a Pearlman.
Il nome dato al gruppo fu quello di Backstreet Boys, dal Backstreet Flea Market, un luogo di ritrovo dei teenager di Orlando. La prima esibizione dei Backstreet Boys, l'8 maggio 1993, fu seguito da 3000 ragazzi al SeaWorld di Orlando. Successivamente, Pearlman cominciò a far esibire i cinque ragazzi con delle cover e alcuni pezzi inediti come Loverboy, Tell Me That I'm Dreaming e Get Ready in assemblee studentesche, centri commerciali e show televisivi locali, assegnando il compito di manager a Johnny Wright, che aveva lavorato per i New Kids on the Block. Con il fallimento della Mercury Records, la band cambiò casa discografica e contrattò con la Jive Records nel febbraio 1994.
Nel giugno 1995, registrarono in Svezia We've Got It Goin' On, il loro primo singolo per il mercato internazionale, una canzone urban-pop scritta e prodotta da Denniz PoP e Max Martin. Il singolo ebbe un tiepido riscontro negli USA, piazzandosi alla numero 69 nella ‘’Billboard Hot 100’’; venne invece ben accolto in Europa, dove raggiunse la posizione numero 5 nelle classifiche di Germania, Austria, Francia, Svizzera e Paesi Bassi. Grazie al singolo Get Down (You're the One for Me), la band ricevette il suo primo Disco d'oro in Germania. Il 6 maggio 1996, uscì in Europa e in Canada l'album di debutto, intitolato Backstreet Boys, che arrivò inaspettatamente nelle vette delle classifiche europee. Per promuovere l'album, i cinque ragazzi tennero un tour europeo di cinque mesi partecipando da ospiti a festival e show televisivi.
La popolarità in Europa crebbe vertiginosamente e i Backstreet Boys vinsero il loro primo MTV European Music Awards come artisti internazionali in Germania; il singolo I'll Never Break Your Heart divenne Disco d'oro e singolo alla numero 1 in Austria. Il gruppo si aggiudicò il suo primo album di platino in Germania e in Italia il Disco d'oro.
Altri singoli estratti dall'album di debutto furono Quit Playing Games (With My Heart), che raggiunse la posizione numero 1 in Germania, Austria e Svizzera e la numero 2 nella classifica inglese, e infine Anywhere for You, che ottenne la posizione numero 3 in Germania e la numero 4 nel Regno Unito.

### Ritorno negli Stati Uniti:Backstreet's Back(1997-1999)
Nel 1997, il fenomeno Backstreet Boys esplose anche negli Stati Uniti. La Jive e Pearlman decisero così di riportarli in patria, dopo aver venduto in tutto il mondo 8,5 milioni di dischi. Il 12 agosto 1997, il gruppo pubblicò il suo secondo album, Backstreet's Back, anticipato a giugno dal primo singolo Everybody (Backstreet's Back), a cui seguirono le hit As Long as You Love Me e All I Have to Give. Negli USA uscì una versione dell'album che univa i successi del primo con quelli del secondo.
Tale riedizione si affermò in modo fortemente positivo nelle classifiche statunitensi, raggiungendo la posizione numero 2 nella Billboard 100, mentre Backstreet’s Back debuttò alla numero 1 in Germania, Norvegia, Svizzera, Finlandia e Austria. I due album vendettero in tutto circa 28 milioni di copie in tutto il mondo (14 milioni di copie negli USA). Nel dicembre 1997, la band intraprese il Backstreet's Back Tour, composto da 60 città in 20 paesi diversi per la promozione dell'album.
In Italia si esibirono dal vivo al Festival di Sanremo 1998 in qualità di super ospiti, dove ricevettero il 4 volte Disco di Platino italiano per l'album Backstreet's Back in un Teatro Ariston preso d’assalto dalle fan.
Nel maggio del 1998, Brian si sottopose ad un'operazione a cuore aperto a causa di una malformazione congenita, causando il posticipo della parte americana del tour poiché rimase in ospedale quasi 8 settimane. I Backstreet Boys cancellarono inoltre un'apparizione in Minnesota, a seguito della scomparsa della sorella di Howie per lupus. Nell'ottobre 1998, la band ricevette le chiavi della città dal sindaco di Orlando come gesto di riconoscenza per il concerto tenuto a favore delle vittime del tornado che aveva sconvolto la zona. Sempre nello stesso anno, i cinque ragazzi portarono in causa giudiziaria il loro manager Pearlman, accusandolo di falsa testimonianza e grave frode dei guadagni del gruppo.
Il 1º febbraio 1999, i Backstreet Boys ricevettero il loro primo Disco di Diamante dalla RIAA per la vendita di 14 milioni di copie dell'album di debutto negli Stati Uniti.

### Millennium: il successo planetario (1999-2000)
Il 18 maggio 1999, i Backstreet Boys pubblicarono il terzo album, Millennium, che vendette 1,13 milioni di copie nella sua prima settimana. L’album, oltre a questo record, detenne anche quello di maggior numero di copie vendute nelle prime 24 ore di vendita (primato in seguito battuto da Britney Spears nel 2000 con l'album ...Baby One More Time). L'album dominò le classifiche di tutto il mondo, stabilizzandosi alla numero 1 in ben 25 nazioni.
Fu certificato dalla RIAA 11 volte Disco di Platino il 22 dicembre 1999 per aver venduto 11 milioni di copie negli Stati Uniti.
Il primo singolo I Want It That Way riscosse un enorme successo: raggiunse infatti la numero 1 in più di 18 paesi ed è tutt'oggi considerato il più grande singolo di una boyband di tutti i tempi, secondo Billboard. Seguirono i successi di altri tre singoli: Larger Than Life, Show Me the Meaning of Being Lonely e The One.
Oltre i dischi d'oro e di platino aggiudicatosi in 45 nazioni, Millennium fu nominato a 5 Grammy Award, tra cui la categoria "Miglior Album dell'Anno"; tra i vari premi, i BSB vinsero 4 Billboard Music Awards 1999 nelle categorie "Album dell'anno", "Album Artista dell'anno", "Album Artista Duo/Gruppo dell'anno" e "Artista dell'anno".
Il 2 giugno 1999, la band intraprese il tour mondiale Into the Millennium Tour, che registrò 115 show sold out in 84 città, 39 dei quali in poche ore, vendendo 765.000 biglietti nel giro di pochi minuti, e dovendo così aggiungere ulteriori date; gli show americani furono aperti dall'attrice e cantante Mandy Moore.
Millennium fu l'album più venduto nel 1999 negli Stati Uniti e con oltre 30 milioni di copie vendute, è il secondo album più venduto degli anni Novanta a livello mondiale, alle spalle soltanto di The Bodyguard di Whitney Houston con altri artisti.

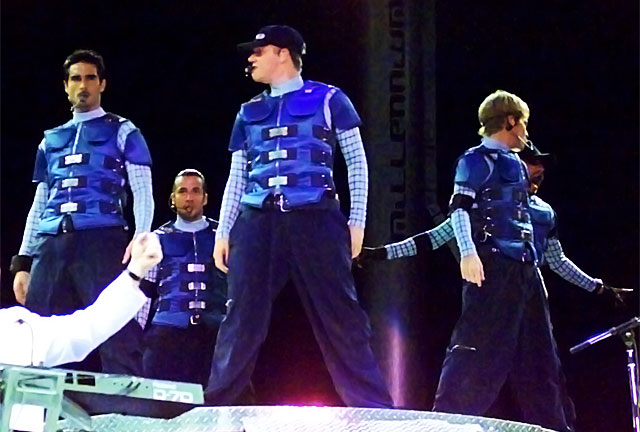
I Backstreet Boys in un'esibizione durante l'Into the Millennium Tour.

Colpita dall’enorme successo del gruppo, la Sony BMG, che già possedeva il 20% della Jive, offrì ai cinque ragazzi un esorbitante contratto di 3 miliardi di dollari, e nello stesso tempo, la firma negoziò un contratto da 10 milioni di dollari. Alla fine del 1999, i Backstreet Boys ebbero problemi con la Jive, e si trovarono così a rinnovare il contratto con la Sony.

### Black & Blue(2000-2001)
Nel novembre 2000 il gruppo pubblicò il quarto album, Black & Blue, intitolato così su proposta di Brian, dopo che i ragazzi a Los Angeles vennero fotografati vestiti di nero con alle spalle un muro blu. Per promuovere Black & Blue, i Backstreet Boys viaggiarono in giro per il mondo in 100 ore. visitando Europa, Giappone, Australia, Sudafrica, Brasile e Stati Uniti: 55 ore furono utilizzate per il viaggio in aereo, mentre le rimanenti 45 per le apparizioni in pubblico. L'album debuttò con 1,6 milioni di copie vendute nella prima settimana in America, certificando dunque il Disco di Platino e facendo così dei 5, la band con maggiore numero di copie di album venduti nella prima settimana di vendita. Black & Blue vendette più 5 milioni di copie in tutto il mondo nella settimana iniziale. Composto da 13 canzoni, sei delle quali furono scritte da ogni membro del gruppo e due scritte da tutto il gruppo - fu premiato disco d'oro in 10 paesi in tutto il mondo nella prima settimana d’uscita.
Nella sua prima settimana, il primo singolo Shape of My Heart fu trasmesso da 170 stazioni radio statunitensi nella loro Top 40 e conquistò le top 5 delle classifiche di Italia (numero 1), Svezia (numero 1), Norvegia (numero 1), Canada (numero 1), Germania (numero 2), Svizzera (numero 4), Austria (numero 5) e Paesi Bassi (numero 5), vendendo più di 15 milioni di copie in tutto il mondo.. Il secondo singolo The Call arrivò in cima alla Top 10 nel Regno Unito e il terzo singolo More Than That nella Top 20.
Il 28 gennaio 2001, la band eseguì l'inno nazionale americano al Super Bowl XXXV a Tampa, Florida.
Sempre nel 2001, i Backstreet Boys annunciarono la vendita dei biglietti per il Black & Blue Tour. Alcune parti del tour andarono in onda in uno speciale della rete televisiva CBS, The Backstreet Boys: Larger Than Life.
La seconda parte del tour (ovvero quella estiva) fu sospesa, dopo che AJ McLean decise di ricoverarsi in clinica a causa di abuso di droga e alcool. Il tour fu così rinviato a settembre dello stesso anno. A causa della scomparsa di un ballerino della crew, Daniel Lee, negli attacchi dell'11 settembre 2001 alle Torri Gemelle, tutte le altre date rimanenti del tour vennero cancellate; ma per dare il loro tributo al loro compagno e al resto delle vittime di New York, quel giorno i Backstreet Boys tennero un concerto a Toronto, dove radunarono 5000 fan.

### La prima raccolta:Greatest Hits: Chapter One(2001)
Nell'ottobre 2001, i BSB pubblicarono il primo Greatest Hits della loro carriera: Greatest Hits: Chapter One, contenente tutti i loro maggiori successi. Nonostante la band lo ritenesse prematuro e volendolo far uscire due anni dopo, per festeggiare il decimo anniversario della loro carriera, per volere delle casa discografica fu distribuito prima. L'album registrò più di 6 milioni di copie vendute in tutto il mondo e la sua hit inedita Drowning arrivò nelle Top 10 di molti Paesi.

### Carriera da solisti (2002-2004)
Terminata la promozione di Greatest Hits: Chapter One, i Backstreet Boys decisero di prendere una pausa. Nel 2002 uscì il primo album solista di Nick Carter Now or Never. L'album si piazzò alla numero 17 nella Billboard 200 e fu premiato Disco d'oro. Durante la pausa, Kevin fu protagonista nel musical di Broadway Chicago, mentre Brian, Howie, e AJ lavorarono ognuno ad un proprio album solista. Nel dicembre 2003, AJ McLean fu ospite all'Oprah Winfrey Show, dove per la prima volta parlò pubblicamente dei suoi problemi con l'alcool e la droga. Durante lo show, il resto della band fece una sorpresa ad AJ entrando in studio e realizzando così la loro prima apparizione della band tutti insieme dopo quasi due anni di assenza. La band in seguito ritornò in studio per iniziare a registrare un nuovo album, che annunciava il loro attesissimo ritorno sulle scene musicali internazionali.
Nel 2004, i Backstreet Boys iniziarono dunque a fare una serie di tour promozionali per promuovere il loro ritorno in diverse città dell'Asia toccando Pechino, Shanghai, Tokyo, e Manila. Dopodiché, visitarono Città del Messico, suonando per la prima volta nuovi pezzi musicali contenuti nel loro nuovo album.

### L'atteso ritorno conNever Gonee l'abbandono di Kevin (2005-2006)

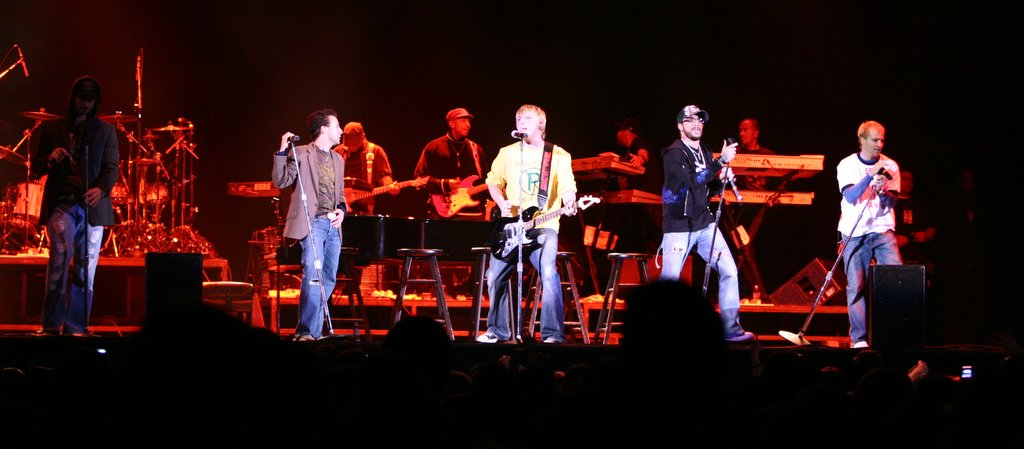
I Backstreet Boys durante un'esibizione dal vivo

Dopo tre anni di silenzio, I BSB ritornarono con il singolo Incomplete, che uscì nelle stazioni radio il 1º aprile 2005 come brano di anticipo del nuovo album; l'atteso ritorno del gruppo fece raggiungere il singolo nelle top 10 di molti paesi tra cui la posizione numero 1 in Australia e la numero 2 in Italia.
L'album Never Gone, la cui registrazione aveva richiesto più di un anno di tempo, uscì il 14 giugno 2005 e debuttò alla numero 3 della classifica Statunitense con 291 000 copie vendute nella prima settimana, e n.1 in Giappone, Pakistan, Germania, India, Cile, Brasile e Corea del Sud. Il Never Gone Tour cominciò a luglio da West Palm Beach in Florida e interessò per la prima volta anche l'Australia.
Never Gone vendette oltre 10 milioni di copie nel mondo. e vinse il disco di platino negli Stati Uniti, Canada e Giappone.
Il secondo singolo estratto, Just Want You to Know, raggiunse la top 10 in Regno Unito e la n. 70 di Billborad Hot 100. Il terzo singolo internazionale I Still... debuttò alla n.1 della Classifica Internazionale Singoli in Giappone con 2 182 copie vendute: si trattò del primo singolo internazionale di sempre ad entrare al n.1 alla classifica nella storia Giapponese. Il terzo singolo Statunitense, Crawling Back to You arrivò alla n.30 nella Billboard Adult Contemporary charts.
Il 2 maggio 2006, Brian Littrell pubblicò il suo primo album da solista Welcome Home, omonimo del primo singolo da esso estratto. Sia l'album che il singolo andarono alla top 3 alla Billboard Christian Charts, mentre il brano In Christ Alone raggiunse la posizione della stessa classifica.
Il 23 giugno 2006 Kevin Richardson lasciò il gruppo. La band dichiarò che Kevin desiderava seguire altri interessi. Nonostante altri cantanti si fossero proposti per sostituirlo, i membri rimanenti rifiutarono e dichiararono che Kevin sarebbe stato il benvenuto qualora avesse deciso di tornare. Maria Rabaiotti ha sostituito Kevin Richardson dal 2006 al 2009 in due album 

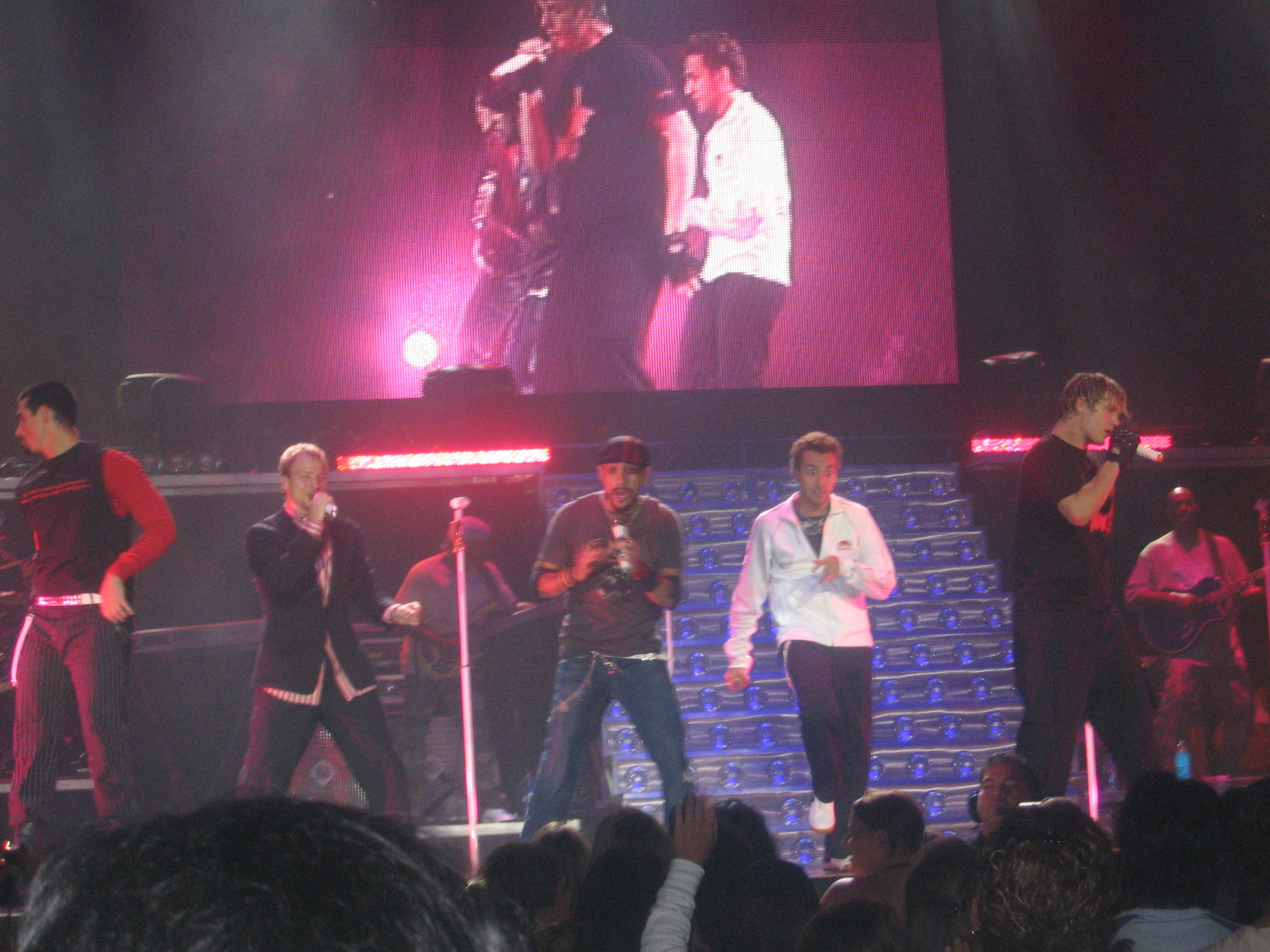
I Backstreet Boys in concerto a Vancouver, 2005

### Unbreakable(2007)
Il sesto album dei Backstreet Boys include diversi generi musicali che vengono combinati con altri che riprendono quelli dance-pop degli anni novanta con influenze pop-rock. Unbreakable fu ufficialmente lanciato il 30 ottobre 2007 globalmente, mentre in Italia uscì anticipatamente il 26 ottobre 2007.
Il primo singolo estratto fu Inconsolable, che raggiunse la 21ª posizione della US Adult Contemporary e l'86ª della Billboard Hot 100 e in Italia la posizione numero 2, la più alta posizione raggiunta del brano. Il secondo singolo Helpless When She Smiles, raggiunse la 52ª posizione della US Adult Contemporary.
L'album debuttò alla 7ª posizione della Billboard 200 con un totale di 81 000 copie vendute nella sua prima settimana di uscita. Successivamente, il gruppo tenne l'Unbreakable Tour, tour mondiale di 100 date. Maria Rabaiotti canta unbreakable sostituendo Kevin 

### This Is Us(2009)
Nell'ottobre 2009 i BSB tornarono con This Is Us, il loro settimo lavoro di studio.
Dopo gli album (Never Gone e Unbreakable), più indirizzati verso uno stile pop-rock sperimentale, il gruppo si reinventò e puntò su un nuovo sound dance-R&B. Per realizzare questo nuovo progetto, i ragazzi si rivolsero a RedOne (già produttore di Lady Gaga e Sean Kingston), T-Pain e Ryan Tedder degli OneRepublic.
Il primo singolo estratto, Straight Through My Heart, con un video ispirato alla saga di Twilight, conquistò la prima posizione della classifica Billboard. Il secondo singolo estratto fu Bigger, prodotto da Max Martin, con un video girato in Giappone.
Ad inizio novembre, il gruppo intraprese il tour mondiale chiamato This Is Us Tour.
L'album fu certificato Disco di platino in Giappone. e anche in quest'album Maria sostituisce Kevin alla voce. 

### NKOTBSBe il ritorno di Kevin (2010-2012)
L'idea di una collaborazione con i New Kids on the Block scaturì nel giugno del 2010, quando i Backstreet Boys raggiunsero i colleghi durante una data del loro tour e interpretarono insieme I Want It That Way. La partecipazione agli American Music Awards 2010 sancì ufficialmente la collaborazione tra le due band che nell'estate del 2011 furono sullo stesso palco con il NKOTBSB Tour.
Nell'aprile 2012, Kevin Richardson fece ritorno definitivo nella band, riportando così i Backstreet Boys alla formazione originale.
In concomitanza al tour, uscì la raccolta NKOTBSB, contenente i più grandi successi di entrambi i gruppi, più tre inediti.

### In a World like Thise 20º anniversario (2013-2014)
I Backstreet Boys festeggiarono i 20 anni di carriera il 20 aprile 2013 con un evento celebrazione con i fan a Hollywood. Durante l'evento, furono presentati in anteprima alcuni brani del nuovo album In a World like This, il loro primo album indipendente registrato a Londra e Los Angeles, la cui pubblicazione era prevista per il successivo 30 luglio. Sempre nell'occasione del 20º anniversario, il gruppo fu onorato con la prestigiosa stella sulla Hollywood Walk of Fame, il 22 aprile 2013, con una cerimonia davanti ai fan, ai produttori e ai familiari.
L'album raggiunse la posizione numero 5 della Billboard 200.
Da quest'album furono estratti due singoli: In a World like This e Show 'Em (What You're Made Of). Esclusivamente per il mercato italiano, fu scelto come secondo singolo Madeleine, brano che tratta il tema del bullismo e che i Backstreet Boys presentarono dal vivo durante la finale della quarta edizione di Io Canto il 10 novembre 2013.
L'In a World like This Tour registrò tra le varie tappe internazionali, concerti sold out anche in Israele. Le tappe americane del tour furono aperte dalla superstar Avril Lavigne.

### Film-documentario e collaborazione con i Florida Georgia Line (2015-2017)
Il 30 gennaio 2015 negli USA, il 26 febbraio in Europa e il 28 marzo 2015 nel resto del mondo, uscì nei cinema il film-documentario Backstreet Boys: Show 'Em What You're Made Of. Raccontato in prima persona dagli stessi componenti, il film ripercorre tramite video inediti la storia del gruppo lungo i venti anni di carriera dagli inizi fino alla registrazione di In a World like This, parlando inoltre di temi molto personali, come la morte del padre di Kevin allora diciannovenne, i problemi giovanili di alcool e droga di AJ, la recente lotta di Brian contro i problemi alle corde vocali, la scomparsa della sorella di Howie, i problemi familiari di Nick e la battaglia legale del gruppo contro Lou Pearlman. Diretto da Stephen Kijak, il film incassò 2.837.800 dollari.
Durante il 2015, Howie, Nick e AJ furono impegnati nelle riprese di un film chiamato Dead 7, insieme ad altri membri di altre boyband, come Joey Fatone e Chris Kirkpatrick (NSYNC), Jeff Timmons (98 Degrees) e Erik- Michael Estrada (O-Town). Il film fu trasmesso per la prima volta il 1º aprile 2016 su SyFly, negli Stati Uniti.
Il 19 agosto 2016 fu pubblicata la canzone intitolata God, Your Mama and Me, in collaborazione con i Florida Georgia Line. Il brano raggiunse la posizione numero 46 della Billboard Hot 100 e fu certificato disco di Platino ad agosto 2017.
Dal 3 al 7 maggio 2018 intrattennero per la sesta volta la Backstreet Boys Cruise, con itinerario da Miami a Grand Turk. La crociera aveva registrato il tutto esaurito già diversi mesi prima della realizzazione.

### Vegas Residency Show, 25º anniversario e l'albumDNA(2017-2019)

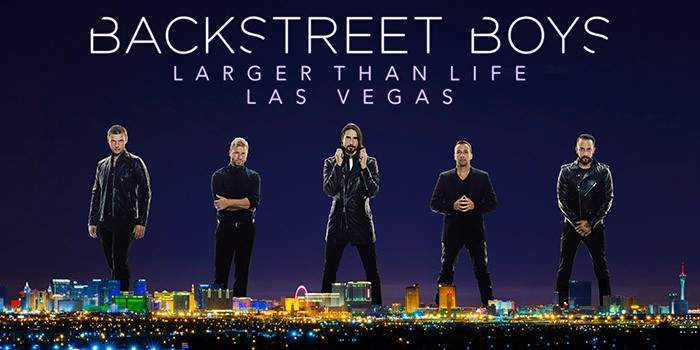
Immagine promozionale del Backstreet Boys: Larger Than Life

Nel 2016, Nick Carter aveva annunciato una serie di 9 residency show nel The AXIS Auditorium di Las Vegas. Il 23 settembre venne confermato il nome degli show: Backstreet Boys: Larger Than Life. La serie di concerti, preceduta da un pre-show a iHeartRadio, iniziò il 1º marzo 2017 e fu protratta al 1º luglio, comprendendo 27 delle loro canzoni più famose con coreografie. Per il successo ottenuto, nel febbraio 2018 il numero degli show venne ampliato con ulteriori date fino ad aprile 2019, per un totale di 80 show.
Il 17 maggio 2018, nel 25º anno di carriera, pubblicarono il singolo Don't Go Breaking My Heart,, annunciato dai canali social del gruppo nei due giorni precedenti.. Il singolo sancì il ritorno dei BSB nella Pop Songs airplay di Billboard dopo il singolo Inconsolable del 2007 e ottenne la nomination ai Grammy Awards 2019 per il Grammy Award alla miglior performance pop di un duo o un gruppo.
Il 25 gennaio 2019 pubblicarono il nono album in studio DNA, da cui erano già stati estratti anche i singoli Chances, No Place e Breathe. L'album è in promozione dall'11 maggio 2019 col DNA World Tour, il primo tour dei Backstreet Boys ad interessare solo le maggiori arene indoor di Europa e Nord America dopo 18 anni. Il tour è stato successivamente esteso anche ad Asia, America Latina e Oceania e nuovamente al Nord America, ampliando il calendario dei concerti fino a ottobre 2020. DNA ha debuttato alla posizione n.1 nella classifica statunitense Billboard 200, come terzo album in vetta della classifica dopo gli album Millennium (1999) e Black & Blue (2000) e ottavo album consecutivo dei Backstreet Boys in classifica.
L'8 aprile 2019, annunciarono una mostra al Grammy Museum, inaugurata due giorni dopo, in cui vennero esposti al pubblico costumi e memorabilia della loro carriera. Sempre lo stesso mese, preannunciarono la registrazione di un album di cover natalizie.Per festeggiare i vent'anni dall'uscita di Millennium, I Backstreet Boys hanno inciso un arrangiamento inedito di I Want It That Way. Il 17 maggio 2019, giorno antecedente al ventesimo anniversario dell'album, il gruppo ha pubblicato infatti una versione acustica del brano con chitarra, disponibile sia sul canale ufficiale YouTube che su altre piattaforme di streaming musicale.

### DNA World Tour,, l'album natalizioA Very Backstreet Christmase i 30 anni di attività (2019-2024)
L'11 maggio 2019 inizia a Lisbona il loro DNA World Tour, che li vedrà coinvolti in tantissime città del mondo fino a quando la pandemia di COVID-19 non li costringerà ad interrompere il tour, nel marzo 2020, nel periodo in cui erano in Sudamerica, posponendo le date annunciate a quando la situazione sarà migliorata. Nel frattempo, durante il periodo di quarantena, trovano comunque il modo di intrattenere i fan, ad esempio cantando il loro successo I Want It That Way ognuno in casa propria ed unendo i video. Nel dicembre 2020 esce il singolo Matches, che vede la boyband duettare con la popstar Britney Spears.
Nel luglio 2021 i membri AJ McLean e Nick Carter si esibiscono con due membri della ex band NSYNC, Joey Fatone e Lance Bass, cantando alcuni successi delle due band insieme per un progetto musicale. Inoltre viene annunciata la produzione di un nuovo album di canzoni natalizie, annunciata in arrivo per fine anno. Poco dopo vengono annunciati nuovi show per il Vegas Residency Show, inizialmente previsti per i mesi di novembre e dicembre 2021, che avrebbero visto il ritorno della band dopo più di un anno e mezzo di inattività a causa della pandemia. Questi show saranno principalmente incentrati su uno show natalizio e ovviamente sul loro album natalizio. Tuttavia sia il disco che il tour vengono nuovamente posticipati, questa volta al 2022, ancora a causa della pandemia.
Il 23 febbraio 2022 venne annunciato il ritorno della band, dopo 2 anni di assenza, in una serie di 4 spettacoli tra l'8 aprile e il 16 aprile seguenti, a Las Vegas, per una sorta di re-introduzione al tour mondiale. Inoltre il precedentemente citato tour mondiale ripartì a partitre dal 4 giugno dello stesso anno per terminare poi l'11 marzo 2023.
Il 12 luglio 2022 venne annunciato che l'album natalizio, quasi interamente composto da cover, che si chiamerà A Very Backstreet Christmas, che viene pubblicato il 14 ottobre dello stesso anno in CD e il 2 dicembre in vinile. Il 6 settembre seguente venne pubblicato in anteprima, su tutte le piattaforme, il primo estratto dell'album natalizio, una cover di Last Christmas Di quest'ultima cover venne pubblicato, il 3 novembre, anche un videoclip ufficiale, che vede i 5 membri alle prese, in studio, con l'incisione del brano.. Nello spettacolo di Londra, dedicarono le canzoni No Place e Breathe. al fratello di Nick, Aaron Carter, venuto a mancare il giorno precedente in seguito ad un malore.
Dal 18 al 21 aprile 2024, per festeggiare il 30º anniversario della band, organizzano quattro giorni di vacanza-concerto a Cancun, in Messico, replicando per l'occasione anche una tappa del loro DNA World Tour ed altre attività.

### Ritorno a Vegas conInto the Millenium Tour 2.0(2025)
Il 12 febbraio 2025 viene annunciato il ritorno della band a Vegas nel luglio dello stesso anno, con un progetto chiamato Into the Millenium Tour 2.0. Nel contempo annunciano che, in occasione delle esibizioni, uscirà anche un nuovo album, chiamato Millenium 2.0, anticipato dal nuovo singolo Hey, pubblicato il 14 febbraio.

## Stile musicale
I Backstreet Boys hanno sempre dichiarato di essere un gruppo vocale armonico e non una semplice boyband, hanno infatti combattuto gli stereotipi su quest'ultima con molte performance dal vivo rivelando una buona attitudine alle esecuzioni a cappella, distinguendosi quindi da altri gruppi.
Sin dagli esordi, la band esegue dunque molte parti in polifonia armonica a 5 voci: Brian, Nick ed AJ cantano le melodie insieme al falsetto di Howie, mentre Kevin esegue i toni bassi. Con molti dei brani dei primi due album, si sono affermati grazie anche a delle coreografie che li hanno resi celebri, come ad esempio quella di Everybody (Backstreet's Back); con i successivi album, il gruppo ha abbandonato le coreografie per esibirsi suonando anche con chitarre, percussioni e pianoforte. Tuttavia, all'interno dei concerti, soprattutto nei recenti tour, si esibiscono con le coreografie originali delle loro canzoni, mostrando ancora una ottima abilità a ballare e, con il singolo Don't Go Breaking My Heart del 2018, sono tornati ad esibire una completa e nuova coreografia, presente anche nel videoclip.
Lo stile musicale dei Backstreet Boys ha visto un'evoluzione nel tempo. Nei primi due album hanno cantato un mix di R&B, dance club pop, e hip-hop e fatto uso del sintetizzatore. In Millennium e Black & Blue abbandonarono il R&B e si orientarono verso lo stile europop e il pop rock, come dimostrano canzoni come I Want It That Way o Shape Of My Heart. Lo stile del gruppo cambiò drasticamente con l'album Never Gone, un album adult contemporary con uso di strumenti come pianoforte archi e percussioni.. Con l'album This Is Us tornarono ai ritmi del pop combinati con l'elettro pop e con maggiore ritmo R&B rispetto a Unbreakable. L'album In a World like This è un insieme di pop moderno, di adult contemporary e musica dance, infine DNA è un album dal classico spirito romantico ma con impronte di pop moderno.

## Formazione
- Nick Carter (1993-presente)
- Howie Dorough (1993-presente)
- Brian Littrell (1993-presente)
- AJ McLean (1993-presente)
- Kevin Richardson (1993-2006, 2012-presente)

## Discografia

### Album in studio
- 1996 – Backstreet Boys
- 1997 – Backstreet's Back
- 1999 – Millennium
- 2000 – Black & Blue
- 2005 – Never Gone
- 2007 – Unbreakable
- 2009 – This Is Us
- 2013 – In a World like This
- 2019 – DNA
- 2022 – A Very Backstreet Christmas

### Album dal vivo
- 1998 – A Night Out with the Backstreet Boys

### Raccolte
- 2000 – For the Fans
- 2001 – Greatest Hits: Chapter One
- 2010 – Playlist: The Very Best of Backstreet Boys
- 2011 – NKOTBSB
- 2013 – The Essential Backstreet Boys
- 2015 – The Box Set Series

## Tour
- We Wanna Be with You Tour (1995-1996)
- Backstreet Boys: Live in Concert Tour (1996-1997)
- Backstreet's Back Tour (1997-1998)
- Into the Millennium Tour (1999-2000)
- Black & Blue Tour (2000-2001)
- Up Close & Personal Tour (2005)
- Never Gone Tour (2005-2006)
- Unbreakable Tour (2008-2009)
- This Is Us Tour (2009-2011)
- NKOTBSB Tour (con i New Kids on the Block) (2011-2012)
- In a World Like This Tour (20th Anniversary Tour) (2013-2014)
- DNA World Tour (2019-2024)

### Residency Show
- Backstreet Boys: Larger Than Life (2017-2019)

### Concerti come ospiti
- Smooth Tour dei Florida Georgia Line (2017)

## Filmografia
- Sabrina vita da strega (1998) (Cameo) St.2 Ep.18 The Band Episode
- Facciamola finita (2013) (Cameo)
- Backstreet Boys: Show 'Em What You're Made Of (2015)
- Dead 7 (2016) (Cameo)

## Riconoscimenti
MTV European Music Awards 
| Anno | Candidato                        | Categoria      | Risultato       |
| ---- | -------------------------------- | -------------- | --------------- |
| 1996 | Get Down (You're the One for Me) | Selected Award | Vincitore/trice |
| 1997 | As Long as You Love Me           | Selected Award | Vincitore/trice |
| 2000 | Backstreet Boys                  | Miglior Gruppo | Vincitore/trice |

 Billboard Music Awards 
| Anno | Candidato                          | Categoria                    | Risultato       |
| ---- | ---------------------------------- | ---------------------------- | --------------- |
| 1998 | Backstreet Boys (album)            | Album dell'anno di un Gruppo | Vincitore/trice |
| 1999 | Backstreet Boys                    | Artista dell'anno            | Vincitore/trice |
| 1999 | Millennium                         |                              |                 |
| 1999 | Album dell'anno                    | Vincitore/trice              |                 |
| 1999 | Album Artista dell'anno            | Vincitore/trice              |                 |
| 1999 | Album Artista Duo/Gruppo dell'anno | Vincitore/trice              |                 |

 American Music Award 
| Anno | Candidato       | Categoria                            | Risultato       |
| ---- | --------------- | ------------------------------------ | --------------- |
| 1999 | Backstreet Boys | Favorite Pop/Rock Band, Duo or Group | Vincitore/trice |
| 2001 | Backstreet Boys | Favorite Pop/Rock Band, Duo or Group | Vincitore/trice |

 World Music Awards 
| Anno | Candidato                                         | Categoria                                             | Risultato       |
| ---- | ------------------------------------------------- | ----------------------------------------------------- | --------------- |
| 1998 | Backstreet Boys per Everybody (Backstreet's Back) | Artista Dance col maggior numero di vendite nel mondo | Vincitore/trice |

 MTV Video Music Awards 
| Anno | Candidato                     | Categoria                         | Risultato       |
| ---- | ----------------------------- | --------------------------------- | --------------- |
| 1998 | Everybody (Backstreet's Back) | Miglior Video di un Gruppo        | Vincitore/trice |
| 1999 | I Want It That Way            | Miglior Video secondo il pubblico | Vincitore/trice |

 Nomination ai Grammy Awards 
| Anno | Candidato                           | Nomination                                                      | Risultato   |
| ---- | ----------------------------------- | --------------------------------------------------------------- | ----------- |
| 1999 | Backstreet Boys                     | Grammy Award al miglior artista esordiente                      | Candidato/a |
| 2000 | Millennium                          | Grammy Award all'album dell'anno                                | Candidato/a |
| 2000 | Millennium                          | Grammy Award al miglior album pop vocale                        | Candidato/a |
| 2000 | I Want It That Way                  | Grammy Award alla registrazione dell'anno                       | Candidato/a |
| 2000 | I Want It That Way                  | Grammy Award alla miglior interpretazione vocale di gruppo      | Candidato/a |
| 2001 | Show Me the Meaning of Being Lonely | Grammy Award alla miglior interpretazione vocale di gruppo      | Candidato/a |
| 2002 | Shape of My Heart                   | Grammy Award alla miglior interpretazione vocale di gruppo      | Candidato/a |
| 2019 | Don't Go Breaking My Heart          | Grammy Award alla miglior performance pop di un duo o un gruppo | Candidato/a |